# Gare d'Albigny - Neuville
Pour les articles homonymes, voir Gare de Neuville.
Ne doit pas être confondu avec Gare d'Albigny.
La gare d'Albigny - Neuville est une gare ferroviaire française de la ligne de Paris-Lyon à Marseille-Saint-Charles, située en haut du quartier de Villevert, sur le territoire de la commune d'Albigny-sur-Saône, dans la métropole de Lyon, en région Auvergne-Rhône-Alpes.
C'est une halte voyageurs de la Société nationale des chemins de fer français (SNCF), desservie par des trains TER Auvergne-Rhône-Alpes.
Elle a longtemps porté le nom de gare de Villevert-Neuville, signifiant qu'elle desservait en fait essentiellement la ville de Neuville-sur-Saône située en face de Villevert sur la rive opposée de la Saône, alors qu'Albigny chef-lieu était desservi par une halte à 2 kilomètres plus au Sud. Cette halte ayant été supprimée, la gare a récemment pris le nom d'Albigny, sans perdre pour autant celui de Neuville.

## Situation ferroviaire

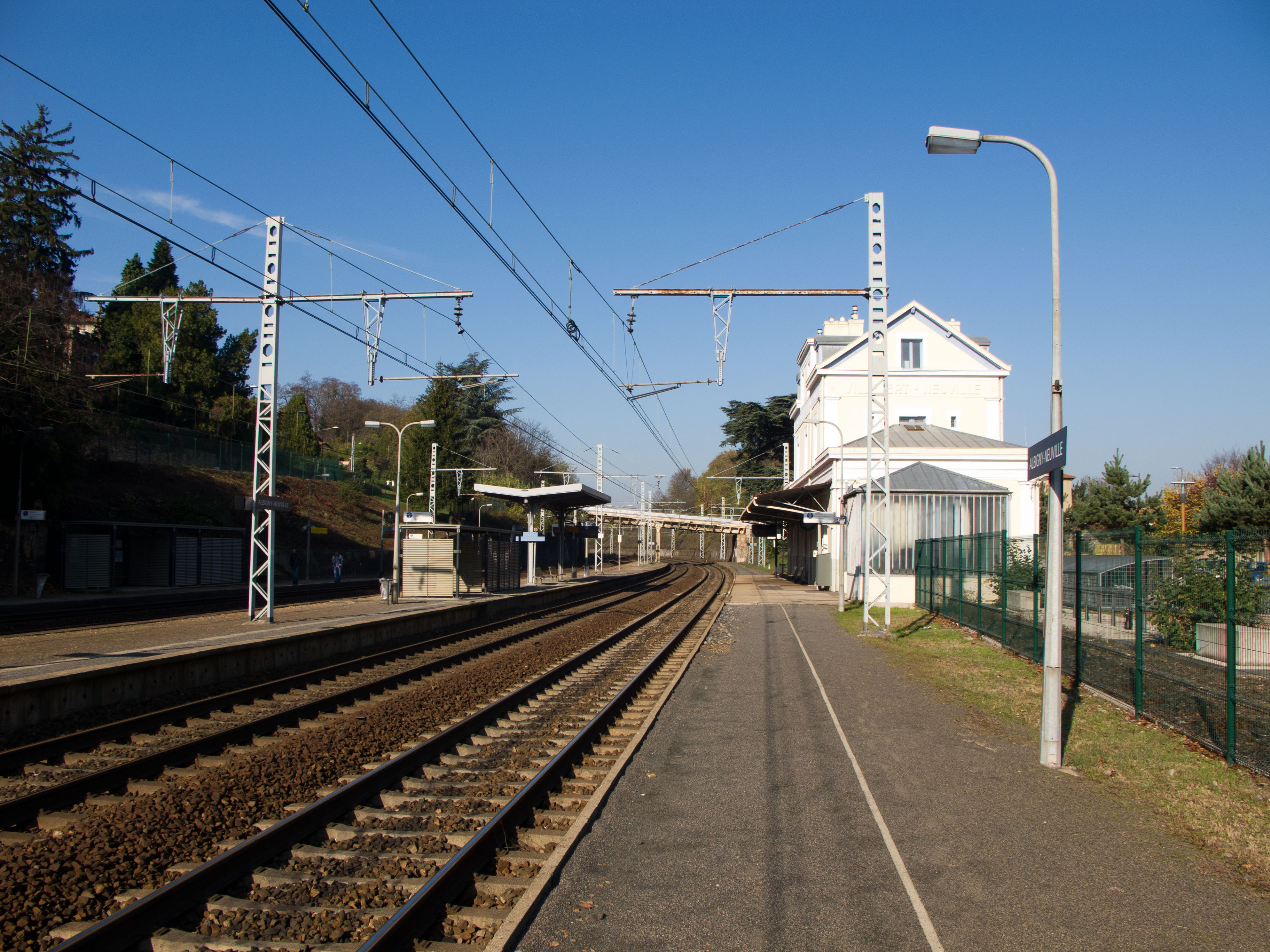
Vue des quais de la gare.

Établie à 176 m d'altitude, la gare d'Albigny - Neuville est située au point kilométrique (PK) 493,637 de la ligne de Paris-Lyon à Marseille-Saint-Charles, entre les gares ouvertes de Saint-Germain-au-Mont-d'Or et Couzon-au-Mont-d'Or dont elle est séparée par la gare d'Albigny aujourd'hui fermée.
La gare possède deux quais latéraux et un quai central. Le quai central mesure 150 m, et les deux quais latéraux mesurent 156 m (celui jouxtant le bâtiment voyageurs) et 176 m pour l'autre.

## Histoire

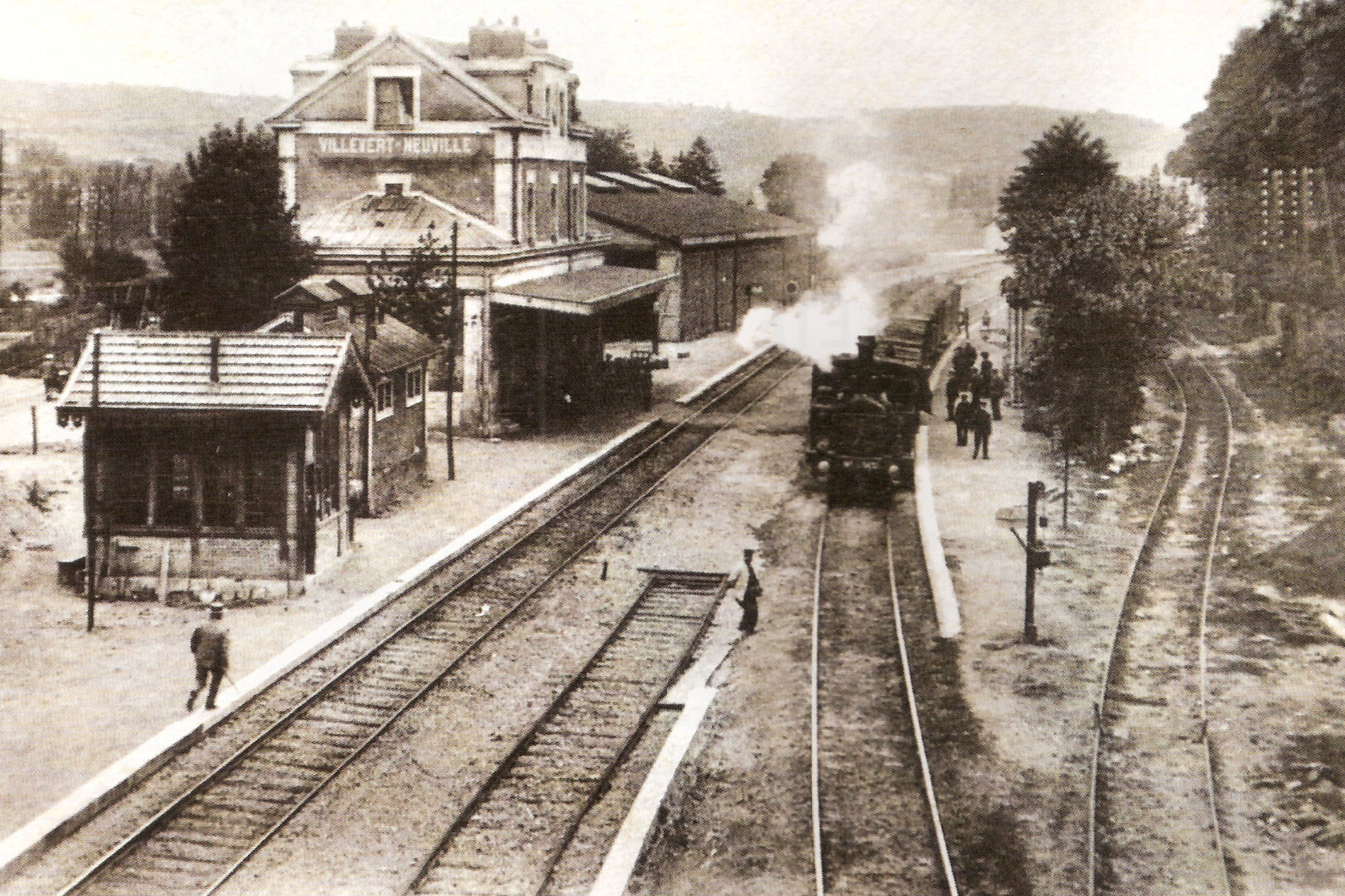
Vue de la gare au début du XX.

Le projet d'une ligne de chemin de fer reliant Paris à Lyon et traversant la commune d'Albigny sur 2,4 kilomètres du nord au sud est approuvé le 16 novembre 1845 par le conseil municipal, qui déclare souhaiter « une gare ou station au hameau de Villevert ». Les expropriations nécessaires sont décidées le 14 octobre. La société des chemins de fer de Paris à Lyon,concessionnaire des travaux, loue des terrains supplémentaires pour la durée des travaux. La physionomie de la commune est fortement modifiée : le village haut est séparé du bord de Saône. Le 10 juillet 1854 la ligne, à double voie, est mise en service. La gare porte le nom de Villevert - Neuville ; Neuville-sur-Saône est en effet directement accessible par le pont situé en contrebas de la gare.
En 1889, une halte est aménagée à la hauteur de la Maison départementale de retraite, au sud du bourg.
Le 8 décembre 1899, un décret déclare d'utilité publique les travaux nécessaires pour porter à quatre le nombre des voies depuis Saint-Germain-au-Mont-d'Or jusqu'après Collonges. Au cours des travaux d'élargissement de la tranchée de Villevert, des os de mammouth sont mis au jour. Un passage souterrain est créé en gare de Villevert. La mise en service des deux nouvelles voies par la compagnie du PLM, qui s'est substituée à la compagnie du Paris - Lyon, sera effective en 1905.
Dans le même temps, à la demande de la Maison départementale de retraite, et à ses frais, un abri est aménagé à la halte d'Albigny, qui reste cependant « réservée exclusivement aux voyageurs avec bagages à main et aux chiens avec billets » (sic). La halte d'Albigny restera en service jusqu'au début des années 2000. Sa suppression sera l'occasion de renommer la gare de Villevert en gare d'Albigny - Neuville.

## Fréquentation
Selon les estimations de la SNCF, la fréquentation annuelle de la gare s'élève aux nombres indiqués dans le tableau ci-dessous.
| Année         | 2015    | 2016    | 2017    | 2018    | 2019    | 2020    | 2021    | 2022    | 2023    |
| ------------- | ------- | ------- | ------- | ------- | ------- | ------- | ------- | ------- | ------- |
| Voyageurs     | 239 630 | 231 790 | 246 020 | 229 444 | 238 564 | 186 241 | 248 756 | 331 589 | 356 709 |
| Non voyageurs | 242 051 | 234 131 | 248 505 | 231 762 | 240 974 | 188 123 | 251 269 | 334 939 | 360 312 |

## La gare

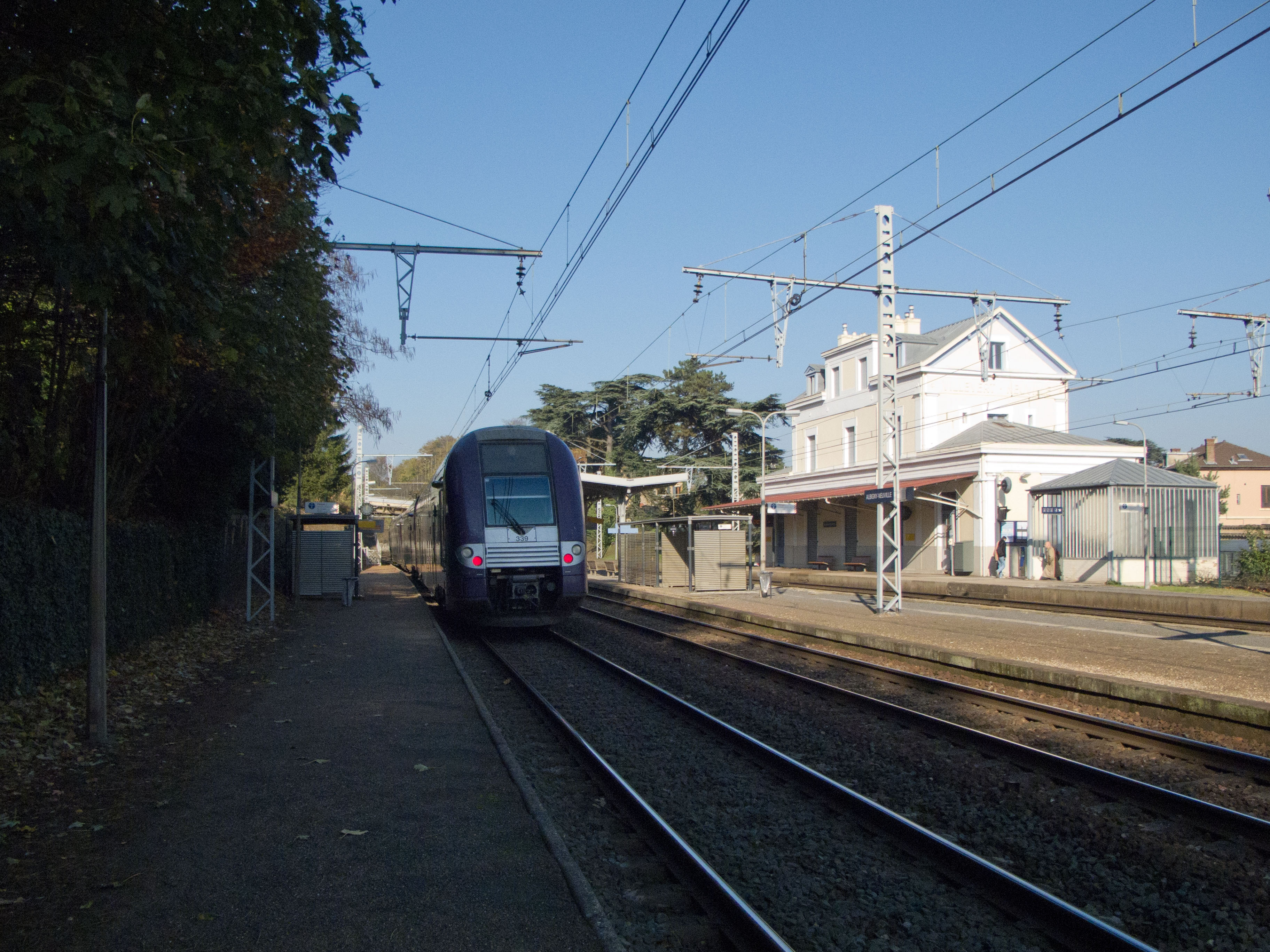
Une rame Z 24500 sur la voie D, à destination de Villefranche-sur-Saône.

La gare d'Albigny - Neuville est l'une des 4 gares de la section à quatre voies, longue de 10 kilomètres, comprise entre le triage de Saint-Germain-au-Mont-d'Or et la bifurcation des Grands-Violets au sud de la gare de Collonges - Fontaines.
Les voies A et B (anciennement 1 bis et 2 bis), les plus proches du bâtiment voyageurs, sont en règle générale affectées au trafic en provenance et à destination de Lyon-Part-Dieu via le raccordement de Saint-Clair, les voies C et D (anciennement 1 et 2) au trafic de et vers Lyon-Perrache via Lyon-Vaise (ligne PLM traditionnelle).

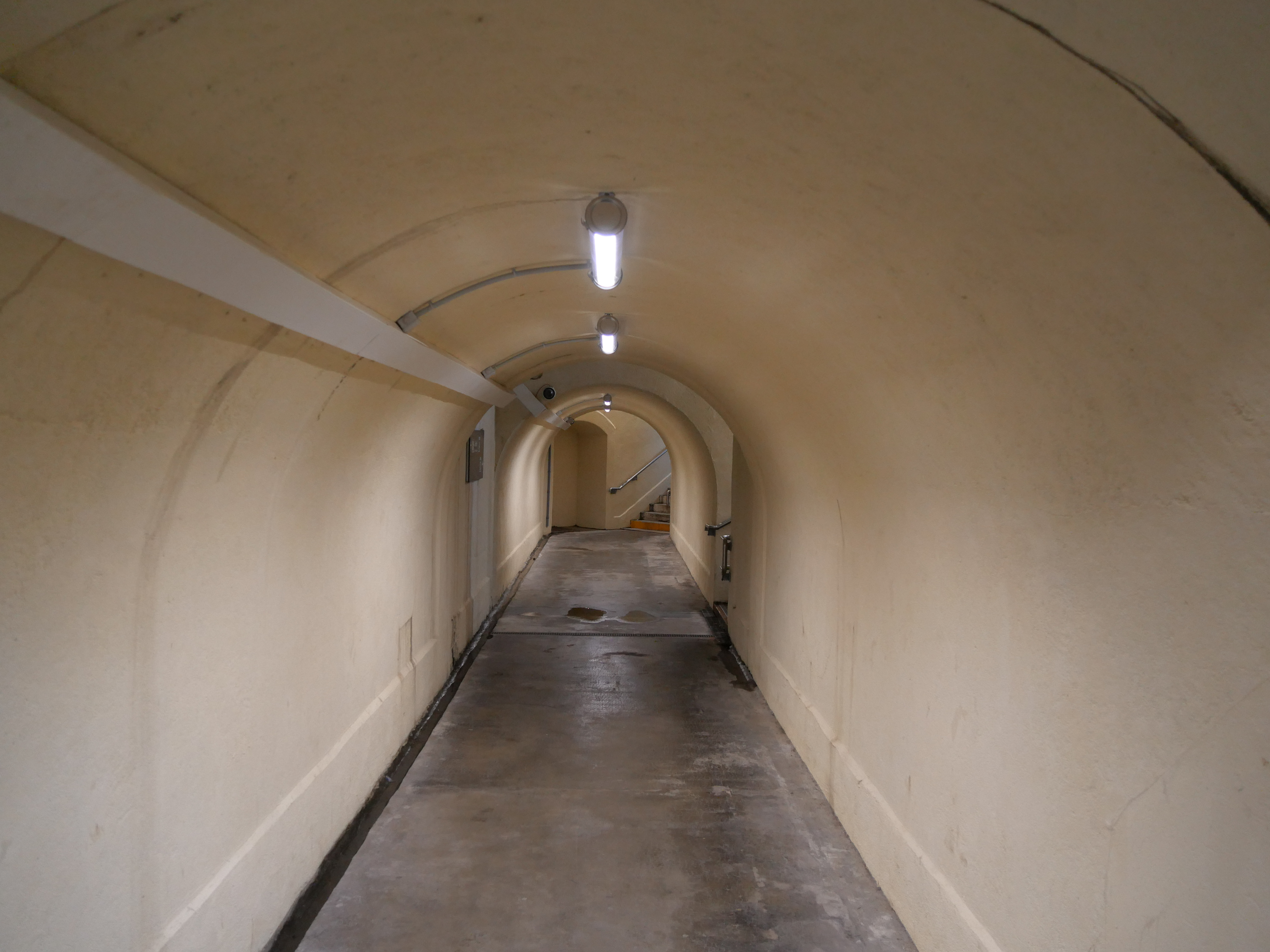
Photo du passage souterrain accédant aux voies B, C et D

Seules les liaisons TER (Auvergne-Rhône-Alpes) de Lyon à Villefranche-sur-Saône ou Roanne desservent la gare d'Albigny - Neuville :
Ce service, type banlieue (30 services quotidiens dans chaque sens), est cadencé depuis le 9 décembre 2007 comme dans toute la région Rhône-Alpes :
- une relation (Vienne-) Lyon-Perrache ↔ Villefranche (-Mâcon) chaque heure (ou demi-heure aux périodes de pointe)
- une relation Lyon-Part-Dieu ↔ Roanne toutes les heures (en matinée seulement dans le sens Roanne → Lyon).

Le trafic en transit concerne les liaisons de Lyon (Part-Dieu) de et vers :
- Mâcon, Dijon, et au-delà vers Metz et Nancy ;
- Roanne, et au-delà vers Clermont-Ferrand, Nevers, Tours, Limoges, Bordeaux ;
- Paray-le-Monial.

Aucun trafic marchandises ou messageries n'est plus assuré à Albigny - Neuville. L'ancien bâtiment marchandises situé côté sud de la gare a été détruit, et l'espace libéré transformé en un parking d'une centaine de places pour la clientèle de la gare.
La gare est desservie par la ligne 84 des transports en commun lyonnais qui la relie à Neuville-sur-Saône d'un côté, à Curis-au-Mont-d'Or et Poleymieux-au-Mont-d'Or de l'autre. La ligne 43, qui passe à proximité, traverse la commune d'Albigny-sur-Saône du nord au sud.